# Jared Harper
Jared Lamar Harper, né le 14 septembre 1997 à Atlanta dans l'État de Géorgie, est un joueur américain de basket-ball évoluant au poste de meneur pour l'équipe de l'Hapoël Jérusalem dans le championnat israélien.

## Biographie
Harper joue pour l'équipes des Tigers à l'université d'Auburn. Ils atteignent le Final Four lors de la saison 2018-2019 de la NCAA alors que Harper est meneur titulaire.
Le 17 juillet 2019, il signe un contrat two-way avec les Suns de Phoenix pour la saison 2019-2020. Le 23 juin 2020, il est coupé.
Le 25 juin 2020, les Knicks de New York lui font signer un contrat two-way. Le 24 avril 2021, il signe un contrat de 10 jours.
Jared Harper signe le 24 septembre 2021 avec les Pelicans de La Nouvelle-Orléans pour le camp d'entraînement. Bien que coupé quelques mois auparavant, il signe un contrat de 10 jours avec la même franchise en décembre 2021.
Fin mars 2022, il signe un contrat two-way en faveur des Pelicans de La Nouvelle-Orléans.
En septembre 2022, Harper part jouer à l'étranger pour la première fois de sa carrière. Il s'engage en Espagne pour une saison avec le club de Valence.

## Records sur une rencontre en NBA
Les records personnels de Jared Harper en NBA sont les suivants, :
| Type de statistique        | Saison régulière | Saison régulière          | Saison régulière |
| Type de statistique        | Record           | Adversaire                | Date             |
| -------------------------- | ---------------- | ------------------------- | ---------------- |
| Points                     | 12               | @ Grizzlies de Memphis    | 9 avril 2022     |
| Paniers marqués            | 5                | @ Grizzlies de Memphis    | 9 avril 2022     |
| Paniers tentés             | 9                | Warriors de Golden State  | 10 avril 2022    |
| Paniers à 3 points réussis | 2                | Warriors de Golden State  | 10 avril 2022    |
| Paniers à 3 points tentés  | 6                | Warriors de Golden State  | 10 avril 2022    |
| Lancers francs réussis     | 3                | Trail Blazers de Portland | 7 avril 2022     |
| Lancers francs tentés      | 3                | Trail Blazers de Portland | 7 avril 2022     |
| Rebonds offensifs          | 1                | 2 fois                    | 2 fois           |
| Rebonds défensifs          | 1                | 2 fois                    | 2 fois           |
| Rebonds totaux             | 1                | 4 fois                    | 4 fois           |
| Passes décisives           | 9                | Warriors de Golden State  | 10 avril 2022    |
| Interceptions              | 3                | @ Grizzlies de Memphis    | 9 avril 2022     |
| Contres                    | 1                | Cavaliers de Cleveland    | 28 décembre 2021 |
| Balles perdues             | 2                | @ Raptors de Toronto      | 31 décembre 2020 |
| Minutes jouées             | 20               | Warriors de Golden State  | 10 avril 2022    |

- Double-double : 0
- Triple-double : 0

Dernière mise à jour : 14 août 2022